# João Schwindt
João Alberto Schwindt Filho (Brasília, 14 de setembro de 1977 — Corumbá de Goiás, 27 de dezembro de 2012) foi um ciclista paralímpico brasileiro. João representou o Brasil em campeonatos mundiais e nos Jogos Parapan-Americanos de 2011, onde conquistou 3 medalhas. Esteve presente também nos Jogos Paralímpicos de Verão de 2012, competindo em eventos de pista e estrada.

## Início e primeiras competições
João Schwindt sofreu um atropelamento quando tinha 14 anos. Em consequência do acidente, sofreu uma lesão medular que prejudicou os movimentos do braço direito. Em 2007, João começou a praticar ciclismo paralímpico na classe C5, reservado para atletas com deficiências mínimas. Deste então, passou a participar de competições nacionais. No Campeonato Brasileiro de Paraciclismo de 2010, João conquistou o 2º lugar na corrida contra o relógio e chegou em 3º lugar na corrida em estrada. Na Copa Brasil de 2010, conquistou o 3º lugar na corrida contra o relógio e venceu a corrida em estrada.

## Campeonatos mundiais e Jogos Parapan-Americanos de 2011
Em 2011, João participou de várias competições internacionais, conquistando bons resultados, inclusive vencendo alguns eventos. Participou dos Jogos Parapan-Americanos de 2011 nas provas de estrada e pista do ciclismo. Em 13 de novembro, Schwindt competiu na estrada no evento contra o relógio na classe C1-5, conquistando a medalha de bronze. No dia 15, competindo na pista, João ficou em 7º lugar no evento contra o relógio C1-5. No dia seguinte, João Schwindt conquistou a medalha de ouro na prova de perseguição em pista C4-5, superando Soelito Gohr. João fechou a sua participação no dia 19, quando participou da corrida de estrada e chegou em 3º lugar, conquistando a medalha de bronze. Em fevereiro de 2012, João competiu no Campeonato Mundial de ciclismo em pista, conquistando como melhor resultado um 10º lugar na prova de perseguição. Em julho, João Schwindt venceu a prova contra o relógio e fez o 2º tempo na 3ª etapa da Copa do Mundo de Paraciclismo, garantindo o título de campeão geral da competição.

## Jogos Paralímpicos de Verão de 2012
Competiu nos Jogos Paralímpicos de Verão de 2012 em eventos de pista e de estrada da classe C5. Na pista, Schwindt conquistou o 6º lugar na prova de perseguição e o 12º lugar na prova contra o relógio. Na prova contra o relógio em estrada, Schwindt perdeu a hora de largada e partiu alguns segundos atrasado. Mesmo assim, conseguiu anotar o nono tempo.. Seu melhor resultado veio na corrida de estrada, onde ele conquistou o 4º lugar.

## Últimas competições e morte
Após os Jogos Paralímpicos, Schwindt participou da 2ª etapa da Copa Brasil de paraciclismo, vencendo a prova contra o relógio e chegando em segundo na corrida em estrada. Sua última competição foi a 3ª etapa da Copa Brasil, realizada no Autódromo Nelson Piquet em sua cidade natal, Brasília. João venceu a corrida e a prova contra o relógio, desbancando Soelito Gohr e sendo declarado o campeão nacional de 2012. No dia 19 de dezembro, João Schwindt foi premiado pelo Comitê Paralímpico Brasileiro como o melhor ciclista paralímpico brasileiro de 2012.
João Schwindt faleceu ao sofrer um acidente de moto. O Comitê Paralímpico Brasileiro emitiu uma nota decretando luto oficial de três dias.